# Halictus nasica
Halictus nasica är en biart som beskrevs av Morawitz 1876. Halictus nasica ingår i släktet bandbin, och familjen vägbin. Inga underarter finns listade i Catalogue of Life.